# Bisbat d'Avezzano
El bisbat d'Avezzano (o dels Marsos) (italià: diocesi di Avezzano o dei Marsi; llatí: Dioecesis Marsorum) és una seu de l'Església catòlica, sufragània de l'arquebisbat de l'Aquila, que pertany a la regió eclesiàstica Abruços-Molise. El 2020 tenia 107.200 batejats, sigui 89,1% de la població. Des del 23 de juliol de 2021 Giovanni Massaro n'és el bisbe, successor de Pietro Santoro.

## Territori
El territori de la diòcesi coincideix gairebé íntegrament amb la regió històrica de la Marsica, a la zona sud-occidental de la província de l'Aquila. Comprèn els municipis d'Avezzano, Gioia dei Marsi, Carsoli, Trasacco, Tagliacozzo, Capistrello, San Benedetto dei Marsi, Cappadocia, Sante Marie, Celano, Collarmele, Pereto, Luco dei Marsi, Ortona dei Marsi, Aielli, Pescina, Villavallelonga, Magliano de' Marsi, Massa d'Albe, Ovindoli, Bisegna, Gioia dei Marsi, Lecce nei Marsi, Opi, Ortucchio, Collelongo, Scurcola Marsicana, Castellafiume, Rovere (part de Rocca di Mezzo), Rocca di Botte, Oricola, Cerchio.
La seu episcopal és la ciutat d'Avezano, on es troba la catedral de Sant Bartomeu. A Pescina sorgeix la cocatedral de Santa Maria delle Grazie.
Està formada per 97 parròquies, agrupades en set zones pastorals: Avezzano, Carsoli, Celano, Magliano de' Marsi, Pescina, Tagliacozzo i Trasacco.

## Història
Segons la tradició, el primer evangelitzador i bisbe de Marsi va ser Sant Marc el galileu, deixeble de Sant Pere i després bisbe d'Atina; un altre dels bisbes dels primers segles de la qual va ser sant Rufí, llavors bisbe d'Assís, que va participar activament en l'evangelització de la regió juntament amb el seu fill Cesidi. Després que Marc i Rufí, la tradició Rufino esmenta els bisbes Eutiquio, Elpidio i Vaticà: dels bisbes dels cinc primers segles de l'era cristiana, no hi ha proves concloents.
El primer esment històricament fiable d'un episcopus Marsicanus es remunta a mitjan segle vi amb el bisbe Giovanni, present a Constantinoble amb el Papa Vigili durant el segon concili ecumènic: la signatura del bisbe es troba a la part inferior d'un dels decrets contra els Tres Capítols.
Durant l'època del bisbe Rottario (després de mitjan segle x), es confirma que la seu de la diòcesi marsicana era la ciutat de Màrsies (Marruvium), l'actual San Benedetto dei Marsi, l'antiga capital de la Marsica. A Rottario el succeí Alberic dels comptes dei Marsi, que segons l'historiador Di Pietro «va viure durant molt temps no com a pastor, sinó com a llop»: home de conducta moral qüestionable, va tractar de prendre possessió de l'Abadia de Montecassino, fent cegar l'abat. Va imposar seu fill Quinigi com a successor.
Durant l'episcopat de Pandolfo al segle xi, el compte Berardi dei Marsi va obtenir del papa Benet IX, que una part de la diòcesi fos separada i s'erigís una nova diòcesi, amb seu a Santa Maria in Valle a Carsoli, on va haver com a primer i únic bisbe Attone, membre de la família Berardi. El 1055 aquesta diòcesi va ser suprimida per Víctor II i Attone traslladat a la seu de Chieti per la butlla In specula Sanctae. Pandolfo va ser responsable de la redacció d'un dels documents històrics més importants de l'església marsicana, un Exultet, encarregat pel bisbe als monjos de Montecassino.
El 25 de febrer de 1115 San Berardo dei Marsi va aconseguir que el papa Pasqual II, mitjançant la butlla Sicut iniuxta definís els límits de la diòcesi i les esglésies subjectes a la catedral, amb el qual va posar fi a diversos intents d'autonomia i l'exempció de les esglésies locals.
El 1580, en el moment del bisbe Matteo Colli, amb la bombolla In suprema dignitatis de Gregori XIII, la catedral i la seu del bisbe van ser traslladats a Pescina, a l'església de Santa Maria delle Grazie. El mateix bisbe va crear el seminari diocesà i va començar la reconstrucció de la catedral.
Després de la reconstrucció de la zona després del gran terratrèmol de 1915, el 16 de gener de 1924 amb la butlla Quo aptius de Pius XI, la seu del bisbe es va traslladar de Pescina a Avezzano: l'església de Sant Bartomeu va esdevenir la nova catedral de la diòcesi, mentre que l'anterior va ser guardonada amb el títol de concatedral.
Des de l'edat mitjana, la diòcesi va estar diòcesi immediatament subjecta a la Santa Seu. El 15 d'agost de 1972 va passar a formar part de la nova província eclesiàstica de l'arxidiòcesi de l'Aquila, i va esdevenir una diòcesi sufragània.
El 30 de setembre de 1986 sota el decret Cum procedere de la Congregació per als Bisbes, la diòcesi assumí el seu nom actual, si bé mantenint el nom llatí de Dioecesis Marsorum.

## Cronologia episcopal
- Sant Marco ? † (vers 46)
- Sant Rufino ? † (segles II - III)
- Sant Eutichio ? † (segle iii)
- Sant Elpidio ? † (vers 337)
- Vaticano ? † (citat el 501)
- Giovanni † (inicis de 551 - finals de 553)
- Luminoso † (citat el 649)
- Leodrisio (o Tuderisio) † (citat el 853)
- Rottario † (962 - 968)
- Alberico dei conti dei Marsi † (968 - ?)
- Quinigi † (994 - 1032)
- Pandolfo † (1032 - 1071)
  - Attone † (1049 - 1056 nomenat bisbe de Chieti)
- Luminoso ? † (citat el 1078)
- Andrea † (citat el 1096)
  - Siginulfo † (1097 - 1113 deposat) (antibisbe)
- Berardo dei conti dei Marsi † (1113 - 3 de novembre de 1130 mort)
- Benedetto I † (1147 - 1151)
- Fra Berardo † (1153 - 1156)
- Benedetto II † (vers 1156)
- Giovanni da Segni † (vers 1170)
- Benedetto III † (citat el 1178)
- Zaccaria † (citat el 1179)
- Eliano † (vers 1188)
- Tommaso † (vers 1192 - 1198 mort)
- Ingeamo † (1198 - ?)
- Tommaso † (vers 1209)
- Anselmo † (vers 1210)
- Berardo † (citat el 1213)
- Tommaso † (citat el 1219)
- Berardo dei conti dei Marsi † (1221 - 1223)
- Giovanni † (citat el 1230)
- Odorisio † (1236 - 1250)
- Cesario † (1250 - 1254 mort)
- Nicola † (19 de juny de 1254 - 1270)
- Stefano o Silvestro † (vers 1270 - vers 1275 mort)
- Giacomo † (31 de març de 1286 - 1295 mort)
- Giacomo de Busce, O.P. † (2 d'octubre de 1295 - 1326 mort)
- Pietro Ferri † (20 de març de 1327 - 10 de maig de 1336 nomenat bisbe de Chieti)
- Tommaso Valignani † (10 de maig de 1336 - 10 de març de 1348 mort)
- Tommaso Pucci † (30 de maig de 1348 - 1363 mort)
- Giacomo Muti † (13 d'octubre de 1363 - 17 de desembre de 1365 nomenat bisbe d'Arezzo)
- Berardo † (17 de desembre de 1365 - ? mort)
  - Pietro Albertini † (14 de gener de 1380 - 15 de juny de 1380 nomenat antibisbe de Pozzuoli) (antibisbe)
  - Giuliano Tomasi, O.F.M. † (15 de juny de 1380 - 16 de febrer de 1418 nomenat bisbe de Capri) (antibisbe)
- Giacomo Romano † (1384 - 1385 mort)
- Gentile Maccafani † (28 de juliol de 1385 - 13 de gener de 1399 nomenat bisbe de Nicastro)
- Filippo † (20 de novembre de 1398 - 1418)
- Salvato Maccafani † (18 de febrer de 1418 - 1419)
- Tommaso † (1420 - de setembre de 1429 mort)
- Saba de Cartoni † (10 de febrer de 1430 - 22 d'agost de 1446 nomenat bisbe de Tricarico)
- Angelo Maccafani † (22 d'agost de 1446 - 1470 mort)
  - Francesco Maccafani † (1 d'octubre de 1470 - 1471 renuncià) (bisbe electe)
- Gabriele Maccafani † (11 d'octubre de 1471 - 1511 mort)
- Giacomo Maccafani † (1511 - 1530 mort)
- Giovanni Dionisio Maccafani † (1530 - 1533 mort)
- Marcello Crescenzi † (19 de gener de 1534 - 17 de maig de 1546 renuncià)
- Francesco (Franzino) Micheli † (17 de maig de 1546 - 13 de juliol de 1548 nomenat bisbe de Casale Monferrato)
- Nicola De Virgiliis † (27 de juliol de 1548 - 20 de maig de 1562 renuncià)
- Giambattista Milanese † (27 de maig de 1562 - 14 de desembre de 1577 mort)
- Matteo Colli † (13 de febrer de 1579 - 14 d'abril de 1596 mort)
- Bartolomeo Peretti † (14 d'abril de 1597 - 2 de gener de 1628 mort)
- Baglione Carradore † (5 de juny de 1628 - 3 de maig de 1629 mort)
- Muzio Colonna † (17 de setembre de 1629 - 5 de setembre de 1632 mort)
- Lorenzo Massimi † (24 de novembre de 1632 - 28 d'octubre de 1647 mort)
- Giovanni Paolo Caccia † (18 de maig de 1648 - 6 de setembre de 1649 mort)
- Ascanio De Gasperis † (14 de febrer de 1650 - 16 d'agost de 1664 mort)
- Diego Petra † (15 de setembre de 1664 - 29 d'abril de 1680 nomenat arquebisbe de Sorrento)
- Francesco Berardino Corradini † (27 de maig de 1680 - 25 de desembre de 1718 mort)
- Muzio De Vecchis † (29 de març de 1719 - 24 d'agost de 1724 mort)
- Giacinto Dragonetti, C.O. † (11 de setembre de 1724 - 20 de desembre de 1730 mort)
- Giuseppe Barone † (5 de març de 1731 - 29 de maig de 1741 nomenat bisbe de Calvi)
- Domenico Antonio Brizi † (29 de maig de 1741 - 6 de setembre de 1760 mort)
- Benedetto Mattei † (15 de desembre de 1760 - 23 de juny de 1776 mort)
- Francesco Vincenzo Lajezza † (16 de desembre de 1776 - 31 d'octubre de 1792 mort)
  - Sede vacante (1792-1797)
- Giuseppe Bolognese † (18 de desembre de 1797 - 17 de març de 1803 mort)
  - Sede vacante (1803-1805)
- Camillo Giovanni Rossi † (26 de juny de 1805 - 26 de juny de 1818 nomenat bisbe de San Severo)
- Saverio Durini † (21 de desembre de 1818 - 17 de novembre de 1823 nomenat bisbe d'Aversa)
- Giuseppe Segna † (3 de maig de 1824 - 8 de març de 1840 mort)
  - Sede vacante (1840-1843)
- Michelangelo Sorrentino † (19 de juny de 1843 - 17 d'abril de 1863 mort)
  - Sede vacante (1863-1871)
- Federico De Giacomo † (22 de desembre de 1871 - 6 d'agost de 1884 mort)
- Enrico de Dominicis † (10 de novembre de 1884 - 21 de maig de 1894 nomenat arquebisbe d'Amalfi)
- Marino Russo † (29 de novembre de 1895 - 15 d'agost de 1903 mort)
- Francesco Giacci † (3 de juliol de 1904 - 29 d'abril de 1909 renuncià)
- Nicola Cola † (15 d'abril de 1910 - 26 d'agost de 1910 nomenat bisbe de Nocera Umbra)
- Pio Marcello Bagnoli, O.C.D. † (14 de desembre de 1910 - 17 de gener de 1945 mort)
- Domenico Valerii † (9 d'agost de 1945 - 10 de novembre de 1973 jubilat)
- Vittorio Ottaviani † (10 de novembre de 1973 - 22 d'abril de 1977 renuncià)
- Biagio Vittorio Terrinoni, O.F.M.Cap. † (22 d'abril de 1977 - 23 de juny de 1990 jubilat)
- Armando Dini (23 de juny de 1990 - 21 de novembre de 1998 nomenat arquebisbe de Campobasso-Boiano)
- Lucio Angelo Renna, O.C. (9 de juny de 1999 - 2 de setembre de 2006 nomenat bisbe de San Severo)
- Pietro Santoro, del 28 de juny de 2007 al 23 de juliol de 2021
- Giovanni Massaro (2021-…)

## Estadístiques
A finals del 2012, la diòcesi tenia 109.380 batejats sobre una població de 119.210 persones, equivalent al 91,8% del total.
| any  | població | població | població | sacerdots | sacerdots       | sacerdots       | sacerdots             | diaques | religiosos | religiosos | parroquies |
| ---- | -------- | -------- | -------- | --------- | --------------- | --------------- | --------------------- | ------- | ---------- | ---------- | ---------- |
| any  | batejats | total    | %        | total     | clergat secular | clergat regular | batejats por sacerdot | diaques | homes      | dones      |            |
| 1950 | 124.700  | 125.000  | 99,8     | 133       | 105             | 28              | 937                   |         | 25         | 125        | 85         |
| 1969 | 129.850  | 130.000  | 99,9     | 141       | 107             | 34              | 920                   |         | 41         | 283        | 92         |
| 1980 | 113.000  | 113.400  | 99,6     | 133       | 101             | 32              | 849                   |         | 39         | 180        | 98         |
| 1990 | 107.500  | 109.000  | 98,6     | 162       | 128             | 34              | 663                   | 4       | 38         | 218        | 100        |
| 1999 | 118.120  | 120.500  | 98,0     | 119       | 87              | 32              | 992                   | 5       | 37         | 186        | 100        |
| 2000 | 117.908  | 121.500  | 97,0     | 115       | 90              | 25              | 1.025                 | 5       | 30         | 178        | 100        |
| 2001 | 115.600  | 118.000  | 98,0     | 103       | 78              | 25              | 1.122                 | 5       | 25         | 170        | 97         |
| 2002 | 115.600  | 118.000  | 98,0     | 113       | 84              | 29              | 1.023                 | 5       | 29         | 172        | 98         |
| 2003 | 115.000  | 118.000  | 97,5     | 102       | 80              | 22              | 1.127                 | 5       | 22         | 172        | 98         |
| 2004 | 115.000  | 118.000  | 97,5     | 100       | 78              | 22              | 1.150                 | 5       | 22         | 172        | 98         |
| 2006 | 109.000  | 115.137  | 94,7     | 109       | 80              | 29              | 1.000                 | 5       | 30         | 130        | 95         |
| 2012 | 109.380  | 119.210  | 91,8     | 103       | 78              | 25              | 1.061                 | 5       | 26         | 128        | 97         |